# كينغسوود (دائرة انتخابية في المملكة المتحدة)
كينغسوود  (بالإنجليزية: Kingswood)‏ هي إحدى الدوائر الانتخابية في المملكة المتحدة الممثلة في مجلس العموم في برلمان المملكة المتحدة.
عضو البرلمان الذي يمثلها حالياً هو :Dr Roger Berry (Lab).